# Пам'ятник Павлу Постишеву (Харків)
Па́м'ятник Павлу́ По́стишеву — бюст-пам'ятник російському революціонеру, комуністичному партійному діячеві, злочинцю, організатору голодомору та політичних репресій в Україні Павлу Постишеву, встановлений у 1977 році на Плеханівській вулиці (нині — Георгія Тарасенка), біля палацу культури «Металіст» у саду.
Пам'ятник неодноразово намагалися знищити та вимагали прибрати.
31 січня 2015 року завалено невідомими активістами.
У 2021 першому році сад Металіст, де стояв пам'ятник, було реконструйовано та перейменовано на Fantasy Park.